# 고금 와카집
고금와카집(일본어: 古今和歌集/こきんわかしゅう, 고킨와카슈)는 다이고 천황의 칙명에 의해 엮어진 최초의 칙찬와카집이다. 기노 쓰라유키등에 의해 편집되었다. 헤이안 중기의 고쿠후 문화 확립에도 크게 기여했고, 마쿠라노소시에서는 고킨슈를 암송하는 것이 헤이안 중기의 귀족에게 있어서 교양으로 간주되졌던 것으로 기록되고 있다.

## 소개
≪고금와카집≫은 일본 최초로 천황의 명에 의해 편찬된 칙찬와카집이다. 즉, ≪만엽집≫ 이후 중국식 한시가 성행하여 귀족들의 공적인 교양으로 인정되었던 헤이안 시대에, 일본인들의 손으로 일본어로 일본의 자연을 읊는 ‘와카’라는 시 형태가 처음으로 공식적인 인정을 받은 것이다.
와카(和歌)는 5·7·5·7·7의 31자로 된 정형시를 일컫는 말인데, 일반적으로 와카는 크게 광의의 와카와 협의의 와카 두 가지로 나눌 수 있다. 광의의 와카는 일본 시가 문학 중 5·7·5·7·7로 읊어진 정형시 전체를 지칭하는 것으로, 이 경우 ≪만엽집(萬葉集)≫에 실려 있는 단가는 모두 광의의 와카에 속한다고 할 수 있다. 협의의 와카는 와카라는 말이 최초로 기록된 ≪고금와카집(古今和歌集)≫의 서문에서 와카(和歌, 또는 야마토우타)의 개념을 정리한 이래의 5·7·5·7·7의 정형시를 지칭하는 것으로서, 이 경우 ≪만엽집≫의 단가는 와카로 취급하지 않는다.
≪고금와카집≫은 다이고(醍醐) 천황의 명령으로 905년에 완성되었다. 칙찬집을 만들 때에는 임금이 당대의 가인들 중에서 노래 실력이 뛰어난 사람들을 편집인으로 지명해 노래를 모아 선별, 분류, 정리하는 작업을 하게 했는데 이들을 센자(撰者)라고 한다. ≪고금와카집≫의 센자는 기노 도모노리(紀友則), 기노 쓰라유키(紀貫之), 오시코치노 미쓰네(凡河内躬恒), 미부노 다다미네(壬生忠岑) 등 네 사람이다. 이들은 ≪만엽집≫ 이후부터 불린 방대한 노래들 중에서 1100여 수를 엄선해, 전 20권의 와카집을 편찬했다.
이 ≪고금와카집≫에 실린 와카들은 가풍(歌風)이 우아하면서도 섬세하며 이지적인 것이 특징이다. 대부분 7·5조의 형식을 갖추고 있으며 동음이의어 기법인 가케코토바(掛詞)나 관련성 있는 말로 표현하는 엔도 등의 수사기법을 주로 사용했다. 특히 작자 미상의 노래들은 ≪만엽집≫ 이후 ≪고금와카집≫까지 150년간의 공백을 메워 주는 중요한 자료가 되고 있다
.

## 와카
매화꽃을 꺾어 어떤 이에게 보내며 읊다
그대 아니면 누구에게 보일까 그윽한 매화 그 자태와 향기를 아는 이만 안다네 (기노 도모노리, 38)

梅花ををりて人におくりける

きみならで誰にかみせん梅花色をもかをもしる人ぞしる (とものり, 38)

3월 초하루부터 남몰래 어떤 여인과 정담을 나눈 후에 비가 부슬부슬 내리기에 읊어 보냈다
깬 것도 아닌 잔 것도 아닌 채로 밤 지새우곤 하루 종일 봄비를 바라보며 지냈네 (아리와라노 나리히라, 616)

やよひのついたちより、しのびに人にものらいひてのちに、雨のそぼふりけるによみてつかはしける
おきもせずねもせでよるをあかしては春の物とてながめくらしつ (在原業平朝臣, 616)

부모가 소중히 키우고 있던 어떤 사람의 딸과 아주 긴밀히 만나 정담을 나누는데 하녀가 부모님이 부르신다고 해 서둘러 돌아가느라 덧옷을 벗어 둔 채로 떠나가 그 옷을 나중에 돌려주며 읊었다
재회 때까지 기념으로 지니라 두고 갔나요? 눈물 바다에 잠겨 해초처럼 되었소 (후지와라노 오키카제, 745)

おやのまもりける人のむすめに、いとしのびにあひてものらいひけるあひだに、おやのよぶといひければ、いそぎかへるとて、もをなんぬぎおきていりにける、そののちもをかへすとてよめる
あふまでのかたみとてこそとゞめけめ涙にうかぶもくづなりけり (おきかぜ, 745)

상을 당하신 사람에게 조문하러 갔을 때 읊었다
그대가 입은 상복 소맷자락은 구름인가 봐 하염없는 눈물이 비처럼 내리도다 (미부노 다다미네, 843)

おもひに侍りける人をとぶらひにまかりてよめる
すみぞめのきみがたもとは雲なれやたえず涙の雨とのみふる (たゞみね, 843)

## 작자

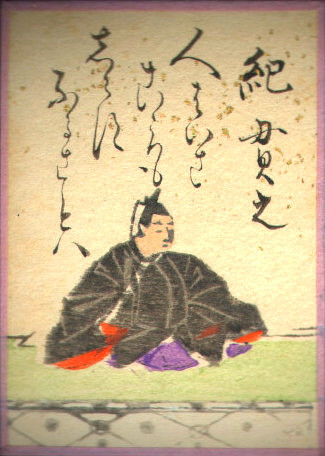
기노 쓰라유키
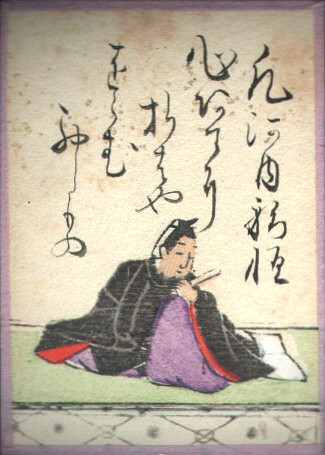
오시코치노 미쓰네
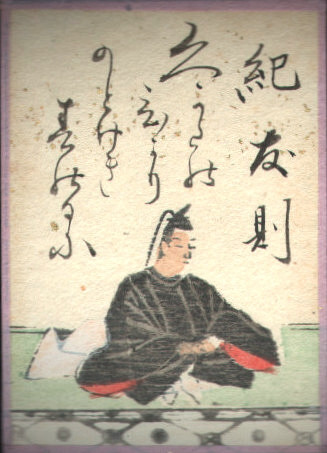
기노 도모노리
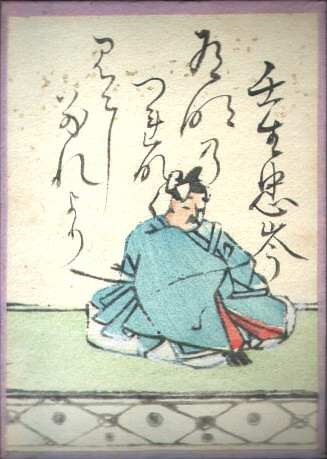
미부노 다다미네
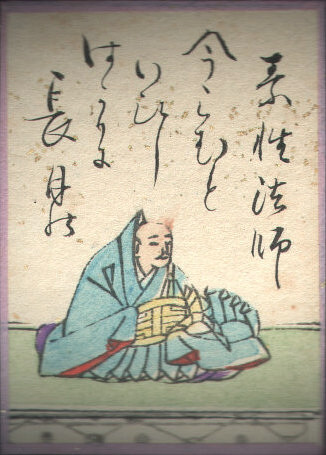
소세이 법사
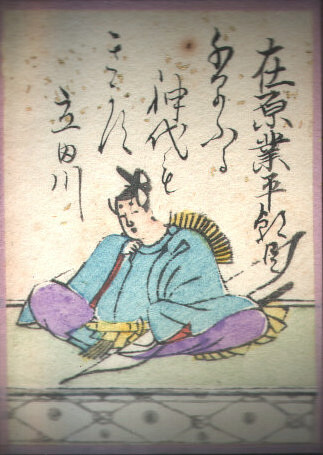
아리와라노 나리히라
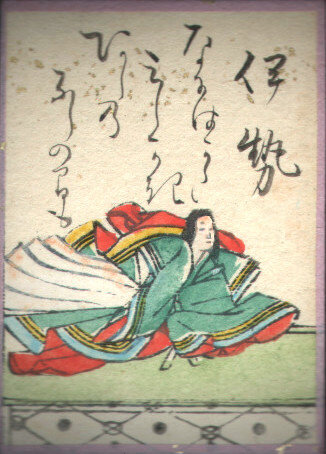
이세
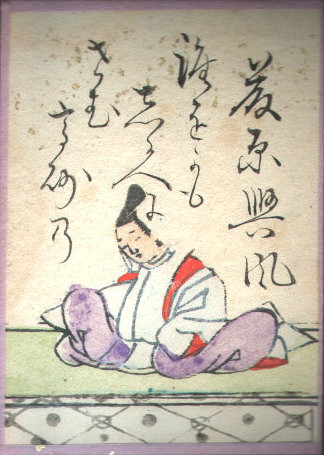
후지와라노 오키카제
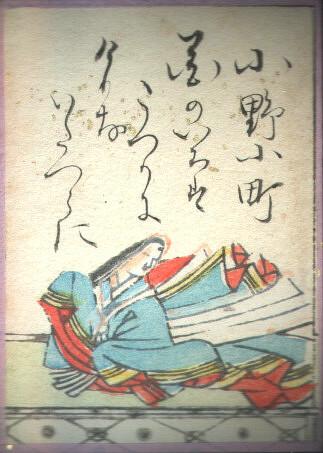
오노노 고마치
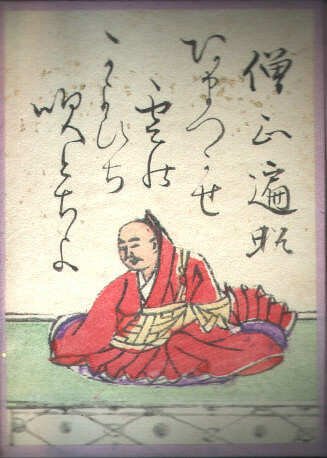
승정 헨조
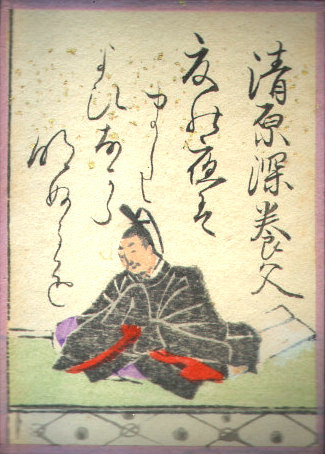
기요하라노 후카야부
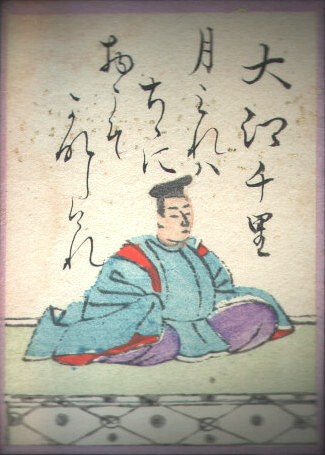
오에노 치사토
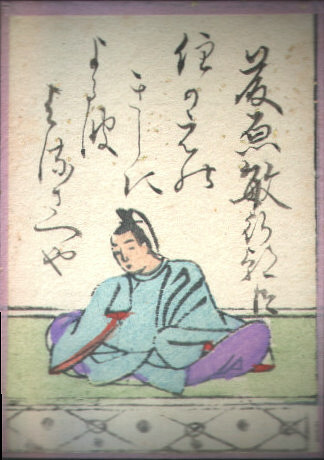
후지와라노 도시유키
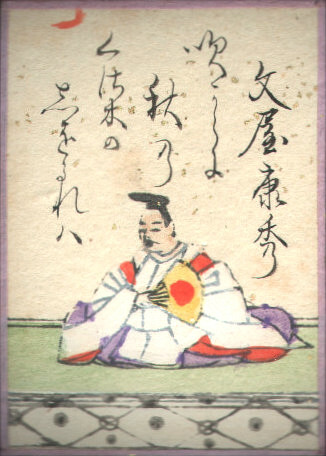
훈야노 야스히데

## 구성
- 봄-제1~2권
- 여름-제3권
- 가을-제4~5권
- 겨울-제6권
- 이별-제8권
- 여행-제9권
- 물명(物名)-제10권
- 연가(戀歌)-제11~15권
- 애상-제16권
- 잡가-제17~18권
- 잡체(雜體)-장가(長歌), 선두가(旋頭歌), 배계가(誹諧歌). 제19권
- 대가소어가(大歌所御歌), 신전가무(神前歌舞)의 노래, 동가(東歌)-제20권

## 같이 보기
- 일본의 고대 문학사
- 유명한 가인 목록
- 일본 역사 시대 구분